# 埃尔门霍斯特 (罗斯托克县)
埃尔门霍斯特-利希滕哈根（德語：Elmenhorst/Lichtenhagen），简称埃尔门霍斯特，是德国梅克伦堡-前波美拉尼亚州的市镇，隶属于罗斯托克县，总面积为12.05平方千米，截至2020年总人口为4162人。